# Rune Redig
Jean Rune Sigfrid Redig, född 23 februari 1920 i Stockholm, död 12 december 1976 i Farsta, var en svensk regissör och filmklippare.

## Regi i urval
- 1949 – Hur tokigt som helst
- 1952 – Klackarna i taket
- 1952 – Kronans glada gossar
- 1952 – Snurren direkt
- 1952 – Åke klarar biffen